# Лас-Оманьяс
Лас-Оманьяс (ісп. Las Omañas) — муніципалітет в Іспанії, у складі автономної спільноти Кастилія-і-Леон, у провінції Леон. Населення — 314 осіб (2010).
Муніципалітет розташований на відстані близько 310 км на північний захід від Мадрида, 25 км на захід від Леона.
На території муніципалітету розташовані такі населені пункти: (дані про населення за 2010 рік)
- Маталуенга: 88 осіб
- Лас-Оманьяс: 72 особи
- Педрегаль: 11 осіб
- Сан-Мартін-де-ла-Фаламоса: 48 осіб
- Сантьяго-дель-Молінільйо: 95 осіб

## Демографія
Динаміка населення (INE ):